# ATP Challenger Martinique
Der ATP Challenger Martinique (offiziell: Martinique Challenger) war ein Tennisturnier, das von 1987 bis 1990 jährlich in Martinique, dem Überseegebiet Frankreichs, stattfand. Es gehörte zur ATP Challenger Tour und wurde im Freien auf Hartplatz gespielt. Guillaume Raoux ist mit je einem Titel im Einzel und Doppel der einzige mehrfache Sieger.

## Liste der Sieger

### Einzel
| Jahr | Sieger          | Finalgegner  | Ergebnis      |
| ---- | --------------- | ------------ | ------------- |
| 1990 | Guillaume Raoux | Robbie Weiss | 3:6, 6:3, 6:3 |
| 1989 | Alexander Mronz | Dan Cassidy  | 6:3, 7:6      |
| 1988 | Patrick Baur    | Tom Nijssen  | 6:4, 7:5      |
| 1987 | Peter Doohan    | Todd Nelson  | 6:3, 6:2      |

### Doppel
| Jahr | Sieger                                  | Finalgegner               | Ergebnis              |
| ---- | --------------------------------------- | ------------------------- | --------------------- |
| 1990 | Olivier Delaître Guillaume Raoux        | Todd Nelson Roger Smith   | 6:3, 7:5              |
| 1989 | Finale nicht gespielt                   | Finale nicht gespielt     | Finale nicht gespielt |
| 1988 | Pieter Aldrich Diego Nargiso            | Todd Nelson Roger Smith   | 7:5, 4:6, 6:4         |
| 1987 | Morten Christensen Lars-Anders Wahlgren | Jeremy Bates Nick Fulwood | 7:6, 6:3              |